# Lozotaeniodes compressana
Lozotaeniodes compressana är en fjärilsart som beskrevs av Pierre Boyer 1840. Lozotaeniodes compressana ingår i släktet Lozotaeniodes och familjen vecklare. Inga underarter finns listade i Catalogue of Life.